# Luziola
Genre
Luziola est un genre de plantes monocotylédones de la famille des Poaceae, sous-famille des Oryzoideae, originaire du Nouveau Monde, qui compte une dizaine d'espèces.
Ce genre est proche du genre Zizania (riz sauvage), appartenant à la même sous-tribu des Zizaniinae.
Les espèces de ce genre sont des plantes aquatiques (hydrophytes ou hélophytes), herbacées, annuelles ou vivaces, monoïques.

## Description
Les plantes du genre Luziola sont monoïques, c'est-dire que les fleurs (et les épillets) sont toutes unisexuées. Les épillets mâles (staminés) et femelles (pistillés) sont portés par des panicules (inflorescences) séparées (les panicules mâles étant alors terminales et les panicules femelles étant insérées aux nœuds inférieurs ou médians) ou par une même inflorescence (les épillets mâles se trouvant alors dans la partie supérieure). Les panicules sont terminales ou axillaires. Les épillets sont tous solitaires et pédicellés.
Les épillets mâles, dépourvus de glumes, comptent un seul fleuron, présentant  de 6 à 18 étamines.
Les épillets fertiles (femelles), également dépourvus de glumes, sont longs de 2 à 5 mm et plus ou moins comprimés latéralement. Ils se désarticulent au niveau du pédicelle.
Les fleurons fertiles (femelles) sont sous-tendus par une lemme et une paléole et présentant un ovaire et deux stigmates.

## Distribution
L'aire de répartition originelle de ce genre s'étend en Amérique, du sud des États-Unis à l'Argentine, :
- Amérique du Nord :
  - États-Unis (Texas, Alabama, Mississippi, Louisiane, Floride[3]), Mexique (Chiapas, Tabasco, Veracruz) ;
- Caraïbes : Cuba, République dominicaine, Haïti, Jamaïque, Trinité-et-Tobago ;
- Amérique centrale : Costa Rica, El Salvador, Guatemala, Honduras, Nicaragua, Panama ;
- Amérique du Sud :
  - Brésil (Amapa,  Maranhao, Mato Grosso, Para, Roraima) ;
  - Guyane française, Guyana, Suriname ;
  - Venezuela (Amazonas,  Apure, Aragua, Delta Amacuro, Guarico,  Portuguesa,  Zulia) ;
  - Argentine[3], Paraguay, Bolivie (Beni, Santa Cruz), Colombie (Cauca,  Cordoba), Équateur (El Oro,  Esmeraldas,  Guayas), Pérou (Loreto).

## Taxinomie
Le genre Luziola a été décrit pour la première fois par le botaniste français Antoine-Laurent de Jussieu et publié en 1789 dans son Genera plantarum.

### Étymologie
Le nom générique « Luziola » est dérivé du nom d'un autre genre de plantes : Luzula (famille des Juncaceae).

### Synonymes
Selon Tropicos (7 novembre 2016) :
- Arrozia Schrad. ex Kunth,
- Caryochloa Trin.,
- Hydrochloa P. Beauv.

### Liste d'espèces
Selon World Checklist of Selected Plant Families (WCSP) (7 novembre 2016) :
- Luziola bahiensis (Steud.) Hitchc. (1909)
- Luziola brasiliana Moric. (1840)
- Luziola brasiliensis (Trin.) Swallen (1965)
- Luziola caespitosa Swallen (1965)
- Luziola divergens Swallen (1965)
- Luziola fluitans (Michx.) Terrell & H.Rob. (1974)
- Luziola fragilis Swallen (1965)
- Luziola gracillima Prodoehl (1922)
- Luziola peruviana J.F.Gmel. (1791)
- Luziola spruceana Benth. ex Döll (1871)
- Luziola subintegra Swallen (1943)

## Importance économique
Une espèce, Luziola spruceana, est considérée comme une mauvaise herbe ayant une importance économique significative en Amérique du Nord, notamment dans les rizières.
Une autre espèce, Luziola subintegra, a été classée en 2011 dans la liste des plantes envahissantes de l'État de Floride, en catégorie I, c'est-à-dire des espèces exotiques envahissantes qui altèrent les communautés végétales indigènes en déplaçant les espèces indigènes, en modifiant les structures communautaires ou les fonctions écologiques, ou en s'hybridant avec des espèces indigènes.
Cette espèce, originaire d'Amérique tropicale s'est naturalisée dans le sud de la Floride depuis 2007.